# Sort høst
Sort høst é um filme de drama dinamarquês de 1993 dirigido e escrito por Anders Refn. Foi selecionado como representante da Dinamarca à edição do Oscar 1994, organizada pela Academia de Artes e Ciências Cinematográficas.

## Elenco
- Ole Ernst - Nils Uldahl-Ege
- Sofie Gråbøl - Clara Uldahl-Ege
- Marika Lagercrantz - Line Uldahl-Ege
- Philip Zandén - Isidor Seemann
- Cecilie Brask - Frederikke Uldahl-Ege
- Mette Maria Ahrenkiel - Charlotte Uldahl-Ege
- Anna Eklund - Anna Uldahl-Ege